# Angiotensina 1-9
Angiotensina 1-9 é um peptídeo que faz parte do sistema renina angiotensina aldosterona (SRAA).

## Estrutura
A Angiotensina 1-9 é composta por nove aminoácidos (nonapeptídeo).
Asp-Arg-Val-Tyr-Ile-His-Pro-Phe-His

## Síntese
- Ação da enzima conversora da angiotensina 2 sobre a angiotensina I.